# Rajd Bułgarii 2011
Rajd Bułgarii 2011 (42. Rally Bulgaria) – 42. edycja rajdu samochodowego Rajd Bułgarii rozgrywanego w Bułgarii. Rozgrywany był od 8 do 10 lipca 2011 roku. Bazą rajdu była miejscowość Borovec. Była to piąta runda Rajdowych Mistrzostw Europy w roku 2011 oraz trzecia runda Rajdowych Mistrzostw Bułgarii. Składał się z 10 odcinków specjalnych.

## Klasyfikacja rajdu[2]
| Miejsce | Miejsce | Miejsce | Kierowca        | Pilot                 | Samochód                       | Czas      | Strata  |
| Gen.    | Buł.    | ERC     | Kierowca        | Pilot                 | Samochód                       | Czas      | Strata  |
| ------- | ------- | ------- | --------------- | --------------------- | ------------------------------ | --------- | ------- |
| 1.      |         | 1.      | Luca Rossetti   | Matteo Chiarcossi     | Fiat Abarth Grande Punto S2000 | 2:28:35.9 | 0.0     |
| 2.      | 1.      | 2.      | Petar Gyoshev   | Dimitar Spasov        | Peugeot 207 S2000              | 2:28:43.2 | +7.3    |
| 3.      |         | 3.      | Luca Betti      | Maurizio Barone       | Peugeot 207 S2000              | 2:29:18.0 | +42.1   |
| 4.      | 2.      |         | Jasen Popov     | Dilian Popov          | Mitsubishi Lancer Evo IX R4    | 2:30:18.3 | +1:42.4 |
| 5.      | 3.      | 4.      | Dimitar iliev   | Yanaki Yanakiev       | Škoda Fabia S2000              | 2:30:25.5 | +1:49.6 |
| 6.      | 4.      |         | Ignat Isaev     | Stefan Kordev         | Peugeot 207 S2000              | 2:31:52.6 | +3:16.7 |
| 7.      | 5.      |         | Krum Donchev    | Petar Yordanov        | Peugeot 207 S2000              | 2:33:26.8 | +4:50.9 |
| 8.      |         | 5.      | Antonín Tlusťák | Jan Škaloud           | Škoda Fabia S2000              | 2:33:51.8 | +5:15.9 |
| 9.      |         | 6.      | Maciej Rzeźnik  | Przemysław Mazur      | Peugeot 207 S2000              | 2:34:13.5 | +5:37.6 |
| 10.     |         | 7.      | Szymon Ruta     | Sebastian Rozwadowski | Peugeot 207 S2000              | 2:35:27.4 | +6:51.5 |